# Bulbophyllum melanoxanthum
Bulbophyllum melanoxanthum là một loài phong lan thuộc chi Bulbophyllum.